# Moravský most s jezem a elektrárnou
Moravský most s jezem a elektrárnou je označení památkově chráněného areálu, který se nachází na řece Orlici v Hradci Králové, před soutokem Orlice s Labem na říčním kilometru 0,665 km.
Jez a elektrárna jsou zpravidla označovány jako Moravský jez. Ve stejném místě řeku překlenuje Moravský most. 

## Moravský most

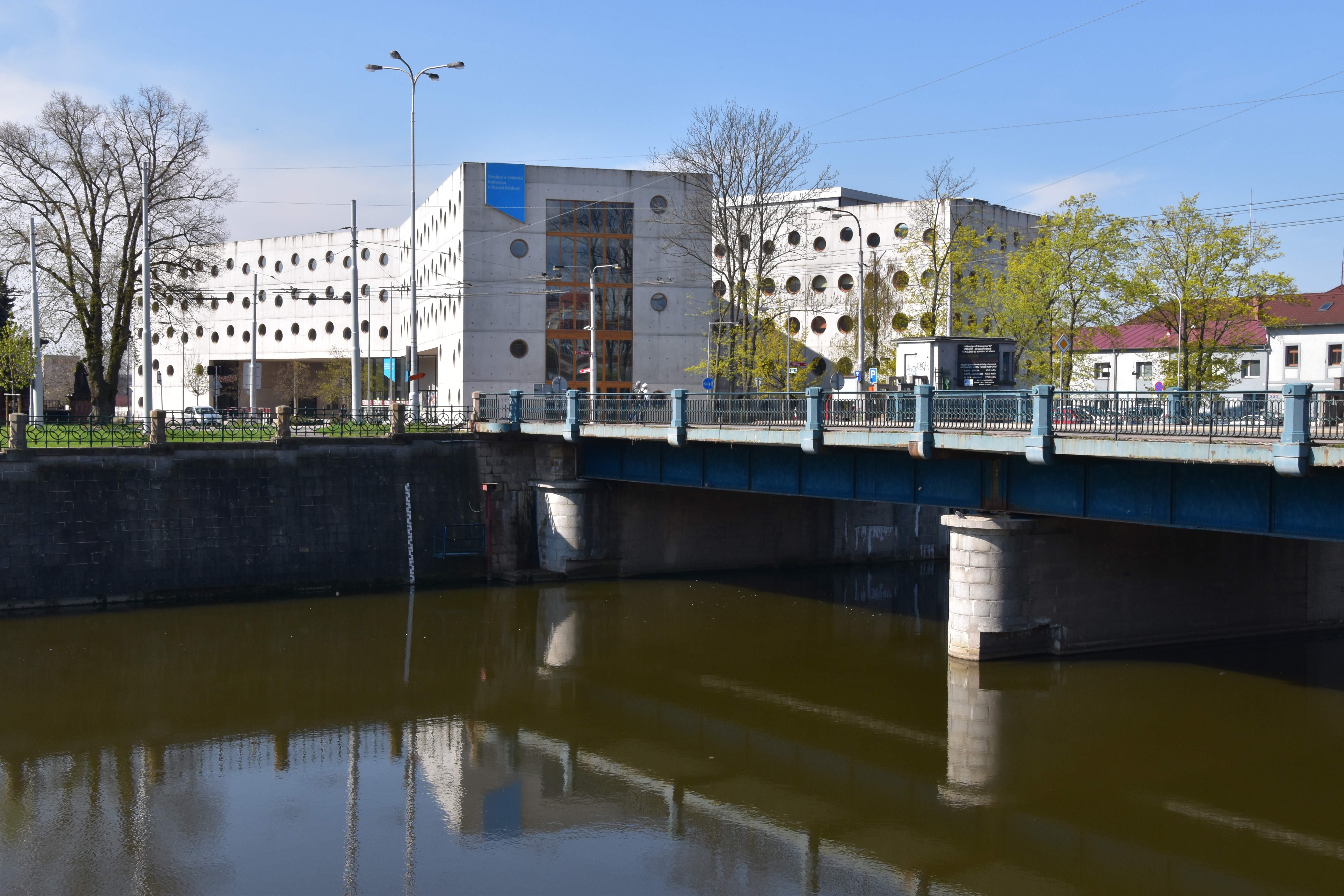
Moravský most, v pozadí Studijní a vědecká knihovna

Na místě dnešního Moravského mostu stál za časů hradecké pevnosti kamenný Moravský pevnostní most (1766–1769/1768–69), kterému se také říkalo Orlický a který vedl k někdejší Moravské bráně. Byl postaven z pískovce a měl tři pilíře o šířce tři metry. Před pilíře byly umístěny ledolamy z dubového dřeva. Most měl celkem čtyři pole, každé z nich o rozpětí 10,5 m.

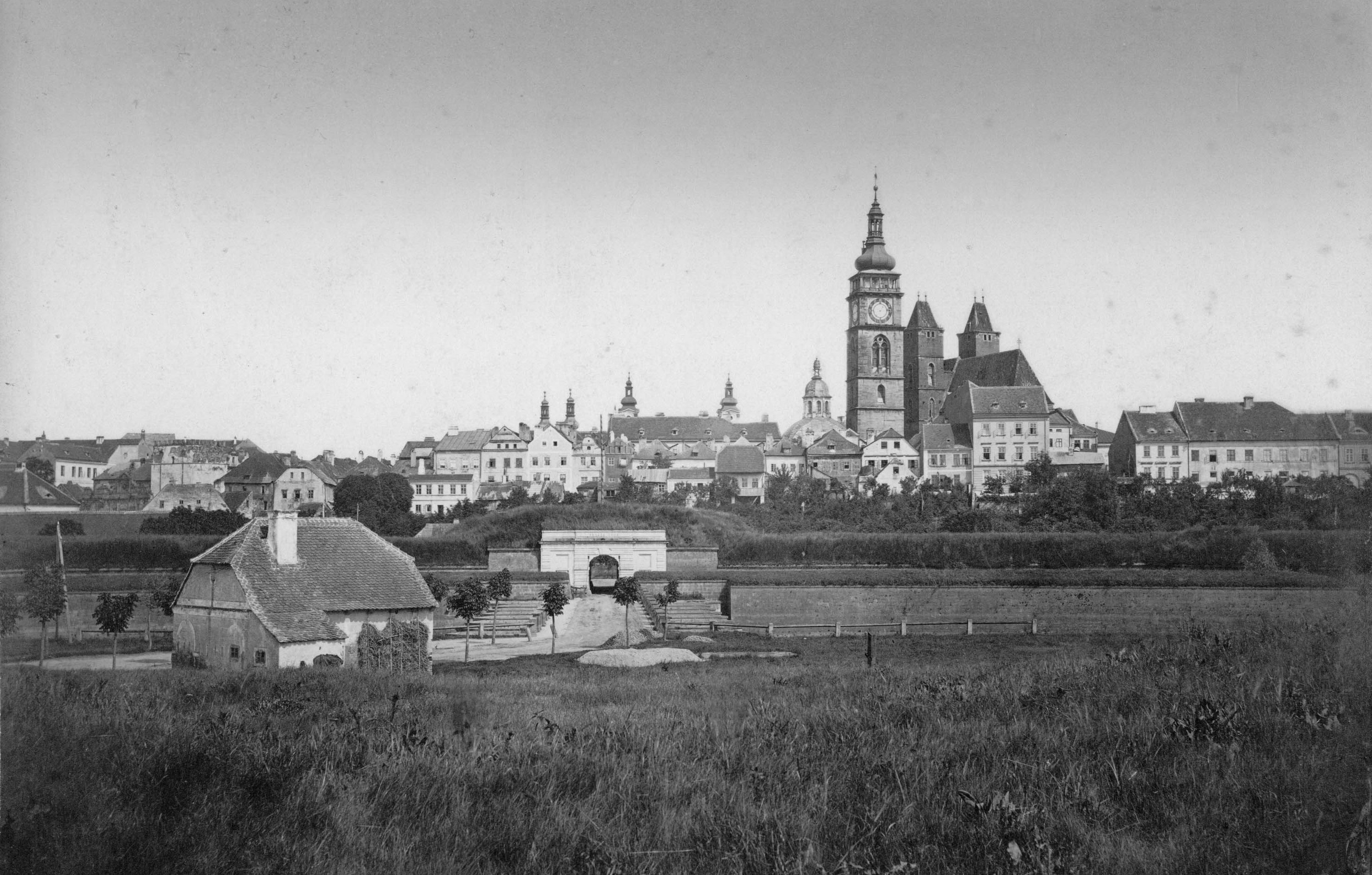
Pevnost Hradec Králové s Moravským pevnostním mostem a Moravskou bránou v popředí, fotografie Adolfa Russe z konce 19. století, archiv Muzea východních Čech v Hradci Králové

Pilíře tohoto mostu měly na návodní i vzdušní straně dvojice drážek, do kterých bylo možné zasunout tzv. holandská stavidla, která zablokovala průtok vody pod mostem, čímž přeměnila most v hráz. Zadržená voda zatopila příkopy i kotliny okolo města, a plnila tak funkci jednoho z obranných mechanismů pevnosti. Stejnou funkcí disponoval i Pražský pevnostní most (viz Pražský most). Po zrušení pevnosti a při regulaci Orlice (1908–1914) byl starý most zbořen, protože právě zdržoval (již nevhodně) tok vody.
Nový silniční Moravský most vznikl při regulaci Orlice v letech 1910–1914 a nahradil původní pevnostní most. V letech 1913–1914 byla do jeho konstrukce začleněna vodní průtočná elektrárna. Po dobu jeho stavby stála naproti Novému Borromeu (přibližně 80 m od stavěného mostu) provizorní dřevěná lávka, která byla po dostavbě nového mostu zbořena.
Nový most měl tři pole. Jedno zabírala jen pár let po mostu dostavěná vodní elektrárna. Další dvě vyplňovalo šest párů tzv. slupic se stavidly a také vorová propust o šířce 6,5 m, zrušená při rekonstrukci v 60. letech 20. století.
Z technického pohledu se jedná o ocelový plnostěnný most, který má asfaltovou vozovku a dva chodníky. Osazen byl na dvou polopilířích v břehu a dvou hranolových obdélných pilířích, které byly půlkruhově zakončeny a obloženy kamennými kvádry. Zábradlí na mostě bylo vybudováno litinové mezi litinovými sloupky. Ocelovou konstrukci připravily a dodaly hradecká firma Ruston – Bromovský a Spojené strojírny bratří Prášilů z Libně (dnes součást Prahy). Úpravy na řece prováděla pražská společnost Kress & Bernard.

V roce 1994 byl most rozšířen o 2,5 m východním směrem, tj. proti proudu řeky, tak, aby se zvýšila jeho kapacita i nosnost. Původní vzhled přitom zůstal zachován. Tato rekonstrukce trvala 8,5 měsíce a stála 16,5 milionu Kč. 12 milionů Kč šlo z účelové dotace Ministerstva financí ČR, zbytek zaplatilo město.

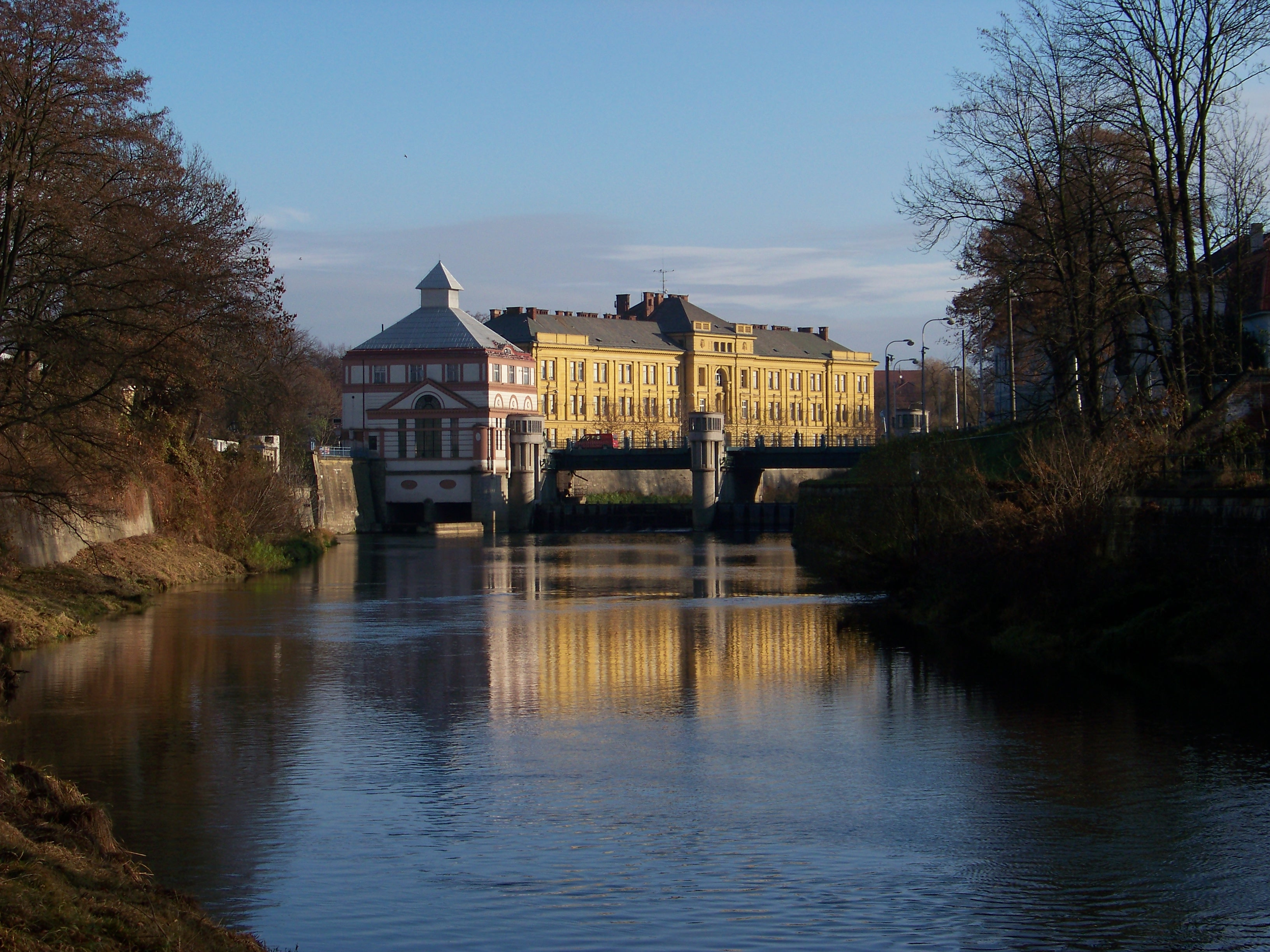
Celý komplex mostu, jezu a elektrárny; v pozadí biskupské gymnázium

## Moravský jez

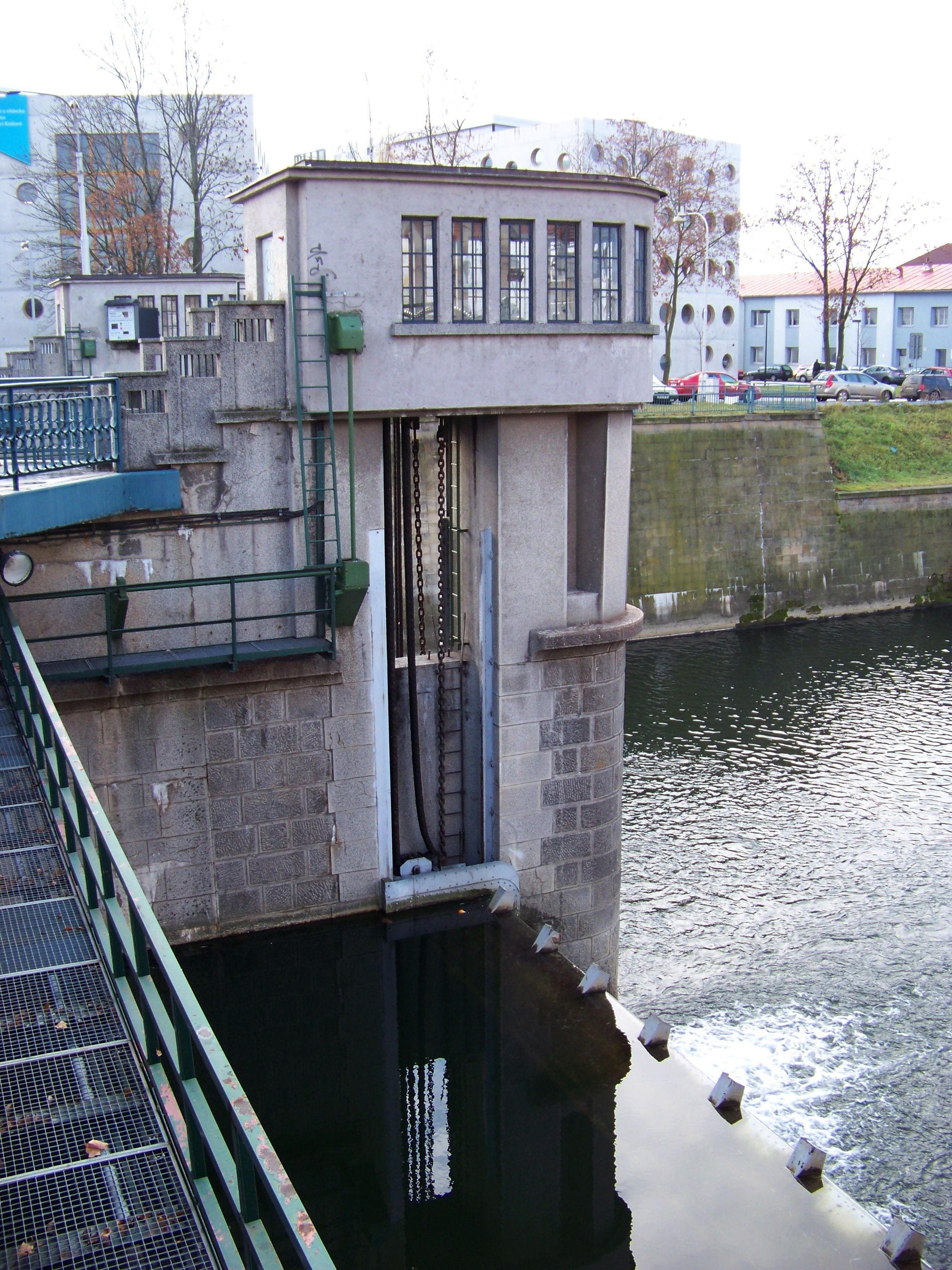
Věž s kabinou z mostu

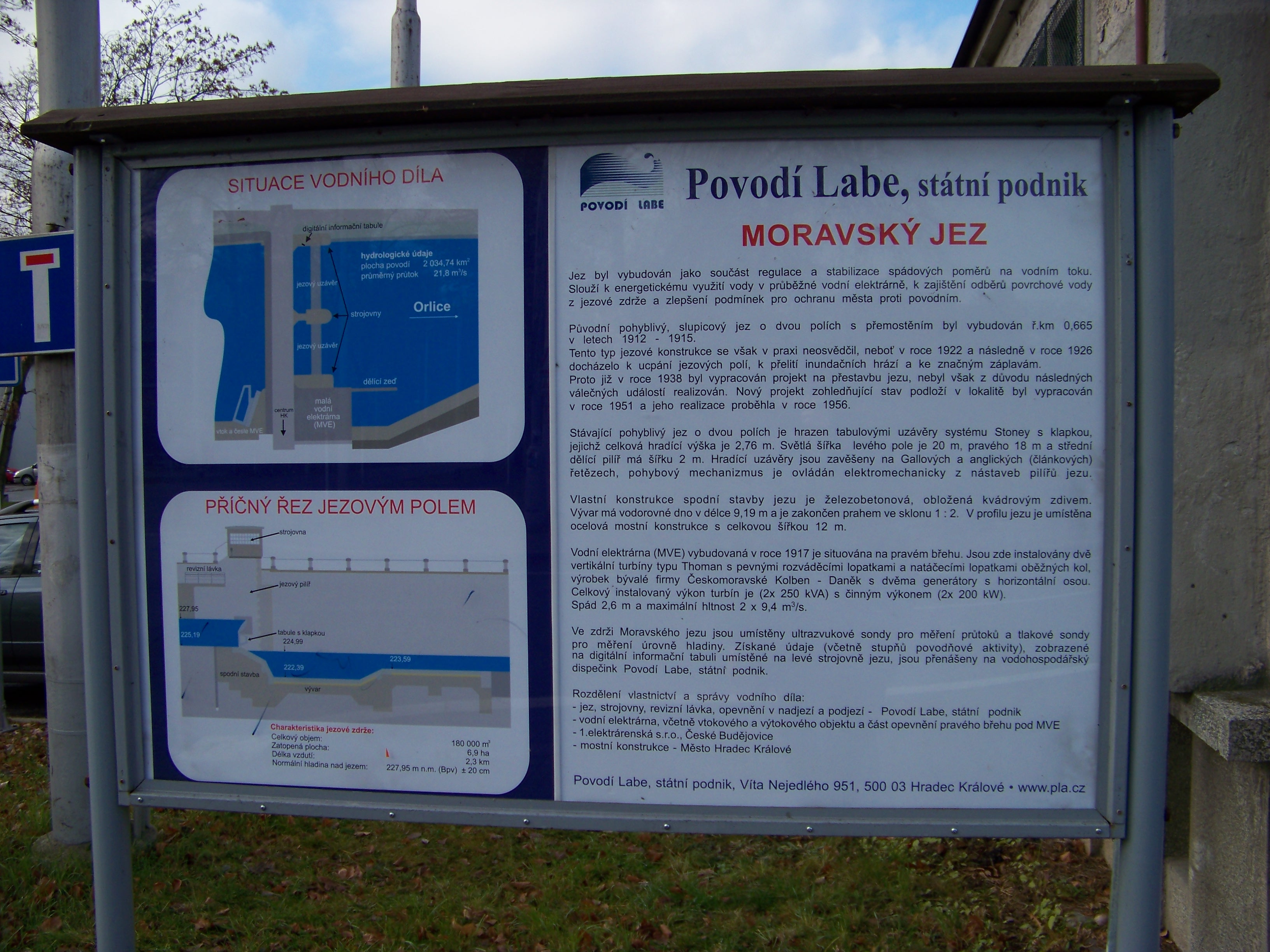
Infotabule

Jez o výšce 2,76 m a o dvou polích (po 20 metrech) vznikl v letech 1912–1915 a z úsporných důvodů byla zakomponován do tehdy nově vznikajícího silničního Moravského mostu. Stavbu ve spolupráci se Zemskou komisí pro úpravu řek provedla v letech 1910–1914 pražská firma Kress & Bernard. Železné konstrukce dodala společnost Bratří Prášilů a Pražská akciová společnost, Adamov.
V letech 1922 a 1926 bylo vodní dílo zasaženo povodněmi. Zatímco v prvním případě odolalo bez větších problémů, druhé povodně poškodily několik sekcí stavidel, která se vzpříčila a následně ucpala jezové otvory, což vyústilo v rozsáhlé zatopení okolí. Problémem bylo pomalé ruční ovládání pohyblivé jezové konstrukce, která se musela vytahovat řetězy pod most. Zemská komise pro úpravu řek proto v roce 1928/1938 vypracovala projekt generální rekonstrukce jezu. Z důvodu nedostatku finančních prostředků a následně probíhající druhé světové války se ale rekonstrukce odsunula na neurčito.
K rekonstrukci došlo nakonec až o čtvrt století později, v letech 1951–1956 (do provozu uvedeno v prosinci 1956). Po druhé světové válce totiž opět vyvstala potřeba obnovit také jez. Dosavadní stavidlové uzávěry přesluhovaly a byly značně nespolehlivé. V zimě byla stavidla dokonce nepoužitelná a jejich obsluha byla riziková. Rekonstrukce započatá v roce 1951 měla za následek výraznější změnu vizuální podoby komplexu. Kvůli lepší ochraně nosných pilířů Moravského mostu a oddělení jezu od mostu byly ve směru toku řeky k pilířům i polopilířům mostu přistavěny tři modernistické vodárenské věže se strojovnami, mající na nových pilířích prosklené kabiny pro ovládání pohyblivého jezu. Ke každé kabině vedou schody, podél nichž jsou terazzové sloupky. Kabiny mají šedou břízolitovou omítku. Vchod má podobu půlkruhově zakončených dveří. V kabinách se nachází obdélná tabulková okna. Vnitřní prostory jsou plochostropé. Nové hrazení toku pochází z počátku 60. let 20. století.
Mezi věže byly osazeny modernější válcové uzávěry, jejichž obsluha byla umístěna do těchto věží přístupných po schodech z mostovky. Vznikla tak dvě pole jezu (široká 18 a 20 metrů) nově hrazená tabulovými uzávěry systému Stoney. Obdobné architektonické řešení modernistických stavidlových věží bylo uplatněno rovněž při výstavbě přepadových výpustí na hrázích vodních nádrží Kružberk a Těrlicko na severní Moravě, jejichž stavba probíhala ve stejné době.
Jez není sjízdný pro vodáky. Jedná se o vysoký kolmý jez, pod nímž se nachází válec.
Délka vzdutí je 2,3 km. Celkový objem zdrže činí 180 tisíc m3.

## MVE Moravský jez
Při jezu je na pravém břehu řeky umístěna malá vodní elektrárna (MVE) Moravský jez či také Moravský most, která byla dokončena v roce 1917 (podle jiných údajů zprovozněna 1914).Byla navržena profesorem Františkem Sanderem ve spolupráci s inženýrem Karlem Novákem.

## Památková ochrana
Komplex byl vyhlášen za nemovitou kulturní památku (v ÚSKP č. 29446/6-4538). Zároveň je součástí Městské památkové zóny Hradec Králové.